# Jeunesse Club d'Abidjan
O Jeunesse Club d'Abidjan é um clube de futebol com sede em Abidjan, Costa do Marfim. A equipe compete no Campeonato Marfinense de Futebol.

## História
O clube foi fundado em 1932.